# Потанина, Ирина Сергеевна
Ири́на Серге́евна Пота́нина (род. 14 августа 1979, Харьков, УССР, СССР) — украинская поэтесса и писательница, публикуется на русском и украинском языках.

## Биография
Родилась в городе Харькове. В возрасте трёх лет с родителями переехала на Север, в третий по величине город за северным полярным кругом – в Воркуту. С восьми лет занималась в театральной студии, и уже в школьные годы начала писать стихи. В возрасте 15 лет возвратилась в Харьков и стала жить у дедушки с бабушкой.   
"Странным образом тогда я одновременно успевала учиться, работать на телевидении, увлекаться советским роком и поочередно собираться то замуж, то в монастырь", - пишет Ирина в своей автобиографии.   
Спустя год после окончания школы поступила на механико-математический факультет Харьковского национального университета им. В. Н. Каразина, а затем получила второе образование там же, на кафедре медиа-коммуникаций социологического факультета. В студенческие же годы начала трудиться над литературным произведением – автобиографическим романом.  
Первое произведение Ирины Потаниной – книга под заглавием «Неразгаданная», была издана в Москве издательством «АСТ» в 2001 году. С тех пор были опубликованы около трех десятков литературных произведений, писательница пишет романы, повести, рассказы, стихи – работает в различных жанрах (в том числе психологическая драма,  детектив, фантастика, детская литература). 

## Сочинения
- «Неразгаданная» (2001), — «жёсткая» проза, повесть о становлении личности.
- «Блюз осенней Ялты» (2001, при переиздании переведено на украинский язык и издано под названием «Аморе») — полудетективная повесть о девушке, которая после смерти отца осталась с глазу на глаз с убийцей.
- «Пособие для начинающих шантажистов» (2002, при переиздании переведено на украинский язык и издано под названием «Школа шантажу») — «иронический детектив» о взбалмошной журналистке Катерине Кроль, которая, пытаясь помочь подруге избавиться от шантажиста, всё запутала и чуть не запуталась сама.
- «Дети Деточкина, или заговор бывших мужей» (2002, при переиздании переведено на украинский язык и издано под названием «Бунт моїх колишніх») — «иронический детектив» продолжение похождений Катерины Кроль, которая подалась в частные детективы и нечаянно узнала, что преступники очень даже близкие ей люди.
- «Мужской роман» (2003, при переиздании переведено на украинский язык и издано под названием «Чоловічий роман») — смесь детектива и социального романа, повествующая о проблемах современной молодежи, об абсурдности нашей действительности, о настоящей дружбе, запретной любви, и, главное, о том, что может случиться с этой самой любовью, если из ранга запретной она перейдет в статус дозволенной…
- «Чепуха, или семиклассницы в космосе» (2008) — первая проба пера в фантастике. Это — детская повесть о том, как в класс Маринки с Наташей пришел новенький, который, кроме всего прочего, ещё и оказался марсианином. И вот, собственная бесшабашность довела девчонок до того, что спасать Землю от неминуемой гибели, кроме них, оказалось некому.
- «Русская красавица. Антология смерти» (2005) — психологическая драма, первая из четырёх книг цикла. Странное время — стыки веков. Странное ремесло — писать о том, как погибли яркие личности прошлого междувечья. Марина Бесфамильная — главная героиня повести — пишет и внезапно понимает, что реальность меняется под воздействием её строк.
- «Просто класс!» (2005, издано только в переводе на украинский) — сборник рассказов для озорных особей обоих полов от 7 до 13 лет. Необычные приключения ребят из обычного класса и развеселят, и заставят задуматься.
- «Блондинки моего мужа» (2007, 2019 - в новой редакции) — иронический детектив, повествующий об очередном витке приключений разбитной Катерины Кроль и её не вполне адекватного окружения.
- «Ну, чисто Ангел!» (2007, издано только в переводе на украинский) — фантастическая повесть о девочке, которой пришлось на время поменяться местами со своим ангелом-хранителем. Зачем? Ну конечно, для спасения чести своего родного, разбитного и шумного 9 «А» класса.
- «История одной истерии» (2007, 2019 - в новой редакции) — ещё одна повесть о похождениях неугомонной Катерины Кроль. На этот раз нашему незадачливому детективу придется иметь дело с театральными историями, подростковым максимализмом сестрицы, звездной болезнью мужа и, конечно же, непрекращающимся потоком окружающего абсурда.
- «Дівчата на стежці війни» (2008, издано только в переводе на украинский) — фантастическая повесть о начинающих ведьмаках и ведуньях, которым довелось много смеяться, много плакать, да ещё и успевать сражаться за независимость волшебного мира.
- «Ведьма-Недоучка» (2008, издано только в переводе на украинский — фантастическая повесть о маленькой ведьмочке, оказавшейся причиной больших неприятностей для всевозможных вредных и злобных героев.
- «Русская красавица. Анатомия текста» (2008) — психологическая драма, третья книга цикла. Когда умирает подруга — это тяжело. А когда судьба умершей вдруг самовольно решает стать твоей личной судьбой — и тяжело и страшно.
- «Русская красавица. Напоследок» (2008) — психологическая драма, заключительная книга цикла. В романе много Крыма. Много автостопа и закулисных театральных сцен. С одной стороны — любовная история, с другой — яркое жизнеописание определенных слоев современного общества.
- «Русская красавица. Кабаре» (2010) — вторая книга цикла. Продолжение нашумевшей психологической драмы «Антология смерти». «Ты уходишь от сложностей? А беспомощность следом.» — писала когда-то главная героиня этой вещи. И, кажется, писала про себя. А может, и про всех нас.
- «Добрые сказки» (2012) — остроумный сжатый пересказ самых популярных русских народных сказок, рекомендованный малышам как первые книги для самостоятельного прочтения.
- «Сказки о животных» (2012) — остроумный сжатый пересказ русских народных сказок про животных. Написано в соавторстве с Я. Воронковой. Рекомендовано малышам как первые книги для самостоятельного прочтения.
- «Одесская кухня» (2014) — 40 эссе о взаимоотношениях Города и Личности. В разное время в Одессе бывали (мельком или очень всерьез) и Пушкин, и Гоголь, и Грин, и Леся Украинка… Ахматова родилась в Одессе. Тэффи — иронизировала там по кафешкам в 1919 году, стараясь не замечать окружающий апокалипсис. Бунин переживал в Одессе те самые «Окаянные дни», а принцесса София — лучшие моменты жизни. Не говоря уже об общепринятой тесной связи с Городом таких персоналий как Дюк, Дерибас, Мишка Япончик и т. п. Каждый рассказ снабжен схожим по духу и смыслу одесским кулинарным рецептом, доказывающим, что одесская кухня — это, таки да, нечто совершенно потрясающее.
- «Мистер Кактус — детектив» (задачки на каникулы, 2014) — детективные истории для гениальных сыщиков, мастеров дедукции и любителей приключений. В рассказы органично вплетены логические и математические задачки, составленные педагогами харьковской школы «Физматик». Читателю предстоит не только узнать множество захватывающих историй, но и помочь в расследовании: ведь детектив Кактус пригласил его в свою команду консультантом по особо запутанным делам.
- «Задачки для дачки или И все засмеялись» (задачки на каникулы, 2015) — веселые рассказы о дачных приключениях городского семейства, плавно перетекающие в забавные математические задания и обратно. Училась ли бабушка искусству ниндзя? Умеет ли котенок говорить? Как отразить атаку каприза? Что задумал одичавший ковер-самолет? Эти и многие другие вопросы поджидают юных читателей на страницах этой книги.
- «Букварик для дошколят» (2016, издано только в переводе на украинский, перевод - В.Верховень, методические задания - Ольга Исаенко) — яркие иллюстрации, увлекательные задания и веселые стишки из цикла "Город Букв" одновременно и развивают у юных читателей навыки чтения, и прививают любовь к захватывающему миру букв. Каждая буковка имеет свой характер и регулярно попадает в забавные приключения, изложенные в коротких легко запоминающихся стишках.
- «Маленькая хозяюшка», «Наряди куклу», «Маленькая принцесса», «Идем в магазин» (2017) — серия коротких девчоночьих рассказов в стиле "сказка в три строки для самых маленьких". Каждая книжка снабжена наклейками, которыми ребенок может дополнить иллюстрации на свой вкус.
- «Мелочь, а приятно» (задачки на каникулы, 2017) — веселые рассказы о том, как ребятам из 3-А поручили шефство над малышами-подготовишками. Удивительные все же существа эти малыши! Особенно, если смотришь на них опытным взглядом настоящего третьеклассника. Впрочем, иногда лучше закрывать глаза и не смотреть вовсе. Например, на перемене, когда милые детишки носятся, словно стадо диких бизонов. Чтобы не сойти с ума, после каждого "рабочего" дня, герои собираются поразмять мозги и решают увлекательные математические задачки. Присоединяйтесь!
- «Фуэте на Бурсацком спуске» (2018) — детектив серии "Ретророман". Место действия - столичный Харьков 1930 года. Гениальные пьесы читаются в холодных недрах театральных общежитий, знаменитые поэты на коммунальных кухнях сражаются с мышами, норовящими погрызть рукописи, но Город не замечает бытовых неудобств. В украинской драме блестяще «курбалесят» «березильцы», а государственная опера дает грандиозную премьеру первого в стране «настоящего советского балета». Увы, премьера омрачается убийством.
- «Сам Физматик и все-все-все» (2019) — фэнтези-повесть с математическими задачками и методическим материалом для освоения темы "Дроби" — Трое детей из веселой семьи Колесниковых не очень-то спешат осваивать понятие «математическая дробь». Барабанную – слышали, про охотничью читали, а вот с математической сталкиваться не приходилось. Кто б мог подумать, что именно эту тему им придется экстренно разобрать, чтобы спасти своего учителя-супергероя и, заодно, целый мир?
- «Труп из Первой столицы» (2019) — детектив серии "Ретророман". Место действия -  Харьков 1934 года. Жизнь города перевернулась: толком еще не отступивший страшный голод последних лет и набирающее обороты колесо репрессий, уже затронувшее, например, знаменитый дом «Слово», не должны отвлекать горожан от главного: в атмосфере одновременно и строжайшей секретности, и всеобщего ликования идет подготовка переноса столицы Украины из Харькова в Киев. Не удивительно, что случившееся в это время жестокое убийство поначалу осталось незамеченным.
- «Дружба и другие безобразия» (2019) — объединенный общим сюжетом сборник веселых рассказов для младшеклашек и ребят старшесадиковского возраста. Рекомендовано для совместного прочтения с взрослыми, как минимум потому, что вместе смеяться интереснее.
- «Преферанс на Москалевке» (2019) — детектив серии "Ретророман". Место действия -  Харьков 1940 года. Мир уже захлебывается войной, уже пришли похоронки с финской, и все убедительнее звучат слухи о том, что приговор «10 лет исправительно-трудовых лагерей без права переписки и передач» означает расстрел. Но Город не вправе впадать в «неумное уныние». Предчувствуя скорую катастрофу, люди стараются жить на полную. По-настоящему любят, по-настоящему дружат, по-настоящему отдаются творческим порывам. Убивают и мстят тоже по-настоящему. И только расследовать все хотят понарошку.
- «Пленники Сабуровой дачи» (2020) — детектив серии "Ретророман". Место действия -  Харьков 1943 года. Не все так плохо, как ожидалось. При свете каганца теплее разговоры, утренние пробежки за водой оздоравливают, а прогулки вдоль обломков любимых зданий закаляют нервы. Кто-то радуется, что может быть полезен, кто-то злится, что забрали прямо с фронта. Кто-то тихо оплакивает погибших, кто-то кричит, требуя возмездия и компенсаций. Одни встречаютстарых знакомых, переживших оккупацию, и поражаются их мужеству, другие травят близких за «связь» с фашистскими властями. Всё как везде. С первой волной реэвакуации в истерзанный город прибывает журналист Владимир Морской.И тут же окунается в расследование вереницы преступлений. Хорошо, что рядом проверенные друзья, плохо – что каждый из них становится мишенью для убийцы...
- «Смерть у Стеклянной струи» (2021) — детектив серии "Ретророман". Место действия -  Харьков 1950 года. Страну лихорадит одновременно от новой волны репрессий и от ненависти к «бездушно ущемляющему свободу своих трудящихся Западу». Кругом разруха, в сердцах страх, на лицах — беззаветная преданность идеям коммунизма. Но не у всех — есть те, кому уже, в сущности, нечего терять и не нужно притворяться. Владимир Морской — бывший журналист и театральный критик, а ныне уволенный отовсюду «буржуазный космополит» — убежден, что все самое плохое с ним уже случилось и впереди его ждет пусть бесцельная, но зато спокойная и размеренная жизнь. Он и не подозревает, что возле модной городской достопримечательности — той самой «Стеклянной струи», которая позже станет символом Харькова и будет называться «Зеркальной», — ему придется встретиться с убийцей. Ввязываться в какое-либо расследование Морской, конечно, тоже не намерен. Но придется…

Материалы взяты с персональной страницы автора.